# Gunnar Widholm

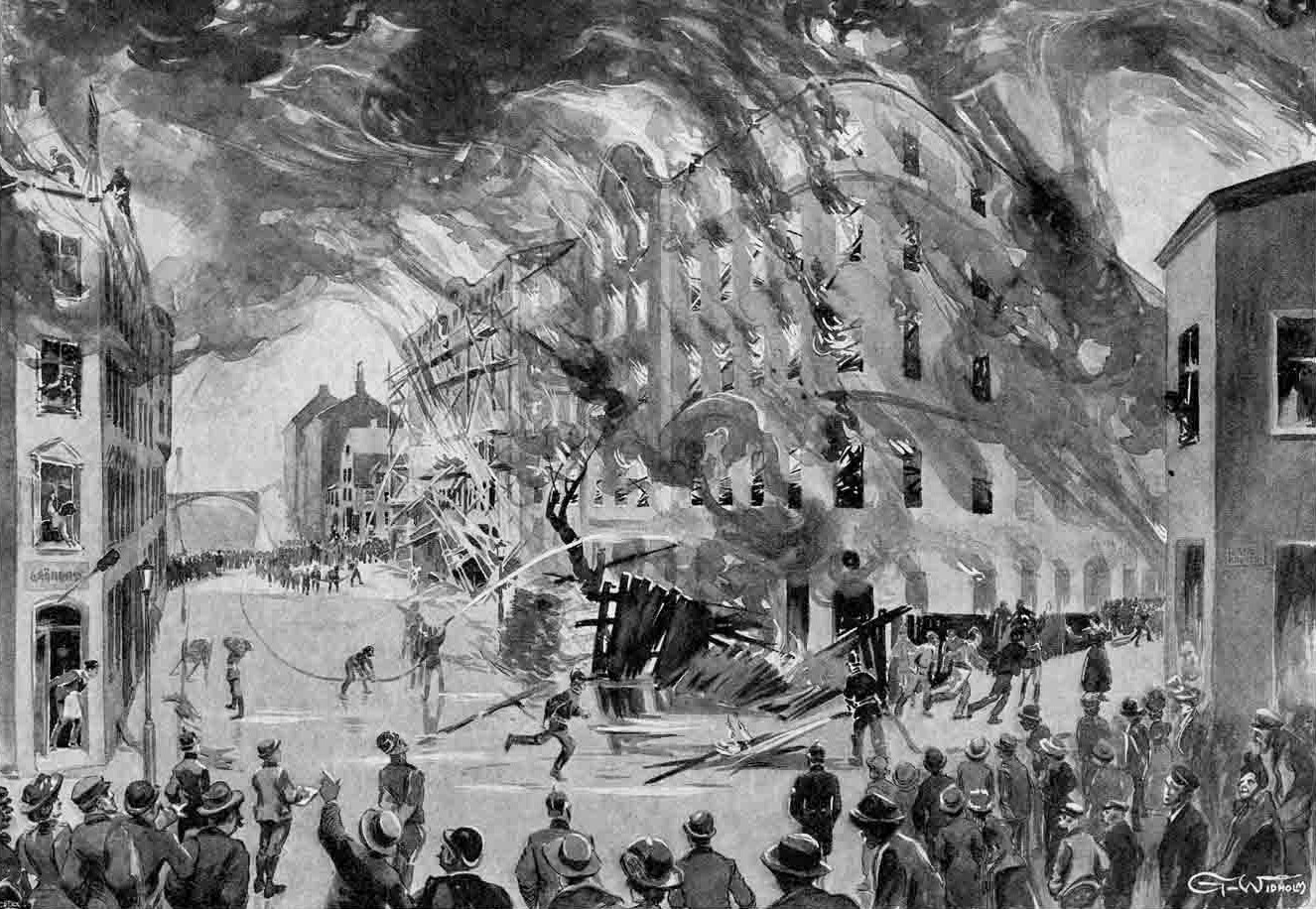
Gunnar Widholms illustration av Branden på Torkel Knutssonsgatan 1906.

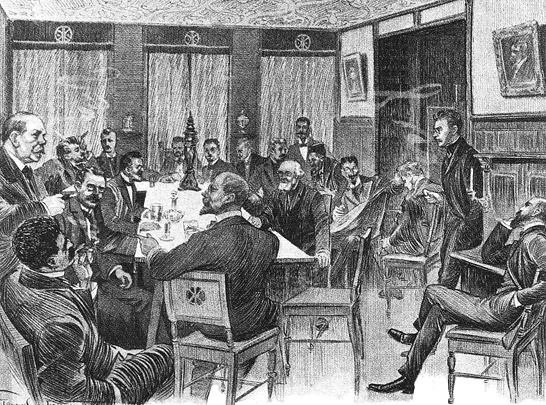
Konstnärsklubben 1906. Teckning av Gunnar Widholm. Från tidningen Idun torsdagen den 11 oktober 1906, Konstnärsklubben, som startade 1856, fyllde 50 år (1856-1906). Några av de "glada gubbarna" är konstnärerna Carl Larsson, Agi Lindegren, Pontus Henriques, Adolf Lindberg, Olof Arborelius, Anders Forsberg och Carl Wilhelm Jaensson.

Ernst Gunnar Widholm, född 4 mars 1882 Stockholm, död 10 april 1953, var en svensk målare, tecknare och grafiker. 

## Biografi
Han var son till skomakaren Anshelm Widholm och Ulrika Fredrika Lagergren och gift första gången med Lilly Grötz och andra gången från 1939 med Anna Barbro Lucia Torell samt far till Gobi Uppenberg. Widholm studerade vid Tekniska skolan 1899–1902 och en kortare tid vid Althins målarskola innan han var elev vid Konstakademien 1902–1905. Under det sista läsåret vid akademien deltog han även i Axel Tallbergs etsningskurs. 
Efter sina studier anställdes han vid Stockholms Dagblad där han fram till 1915 arbetade som reportagetecknare. Under Stockholmsolympiaden 1912 gjorde han en pionjärinsats som idrottstecknare, vilket förde hans namn långt utanför landets gränser. Som tidningstecknare fick han följa med på reportageresor till bland annat Finland, S:t Petersburg, Paris, Bryssel och New York. Förutom sitt arbete som tidningstecknare medarbetare han i flera jultidningar, publikationer och tillhörde under lång tid de flitiga tecknarna i Kasper. 
Han debuterade som artonåring år 1900 och har blivit mest känd för sina eleganta kvinnobilder som närmast kan jämföras med modebilder. I texten kan han vara förödande kvick mot dumhet och skvaller. Även om detta är ett typiskt drag hos honom finns det andra sidor i hans illustrationskonst. Militärer har ofta förekommit i hans teckningar, liksom bilder ur societetslivet, många gånger med texter som driver med socialgrupp etts förnäma uttal. 
Då och då publicerades teckningar med bråkstakar, länsmän och domare. Trots att figurerna i dessa bilder har oproportionerliga händer och fötter, uppvisar bilderna en större elegans än andra konstnärers bilder i samma genre. Barn från socialgrupp ett återkommer i hans teckningar som miniatyrer av vuxna.
Efter tiden som skämttecknare blev det bland annat reklam och kyrkliga uppdrag som upptog hans tid. Han var anställd som reklamtecknare vid Gumælius annonsbyrå och chef för byråns ateljé 1923–1931. Tillsammans med Vicke Andrén illustrerade han Daniel Fallströms bok Stockholm och skärgården och han utförde illustrationerna till Anna Maria Roos Gustav Vasas öden och äventyr i Dalarna.
Gunnar Widholm har bland annat målat altartavlan i Lima kyrka 1906 och Grisslehamns kapell år 1911. Han illustrerade också under många år tidningen Stridsropet, Frälsningsarméns månadstidning, åt Frälsningsarmén. Från 1914 och framåt målade han flera valaffischer åt högern, bland annat många av de så kallade kosackaffischerna inför riksdagsvalet 1928. Mot slutet av sin levnad återupptog han ungdomens oljemåleri och från denna tid finns även en rad teckningar med skärgårdslandskap utförda i blyerts. Han medverkade i Baltiska utställningen och utställningen Stockholmsliv genom konstnärsögon som visades på Stockholms stadsmuseum 1942. Tillsammans med sin fru arrangerade han i början av 1950-talet en vandringsutställning med sin konst i olika småländska städer. En mindre minnesutställning med hans teckningar och målningar visades hösten 1954. 
I Norrtälje museums samling finns bilder av hans hand från och med 1901 till en bit in på 1920-talet. Mycket speciellt för Widholms teckningar är att många av dem användes flera gånger med olika historier till. Första gången bilden publicerades var den signerad men andra gången var signeringen bortskrapad, bortklippt eller övermålad. På Göteborgs Sjöfartsmuseum finns tio akvareller av Widholm, alla föreställande livet ombord S/S Stockholm under en resa Göteborg–New York T/R under perioden 1915-1918. Han finns även representerad i Västerås konstförenings galleri och Uppsala universitetsbibliotek.
Gunnar Widholm ligger begravd i kolumbariet i Gustaf Vasa kyrka i Stockholm.